# Lokoro
Lokoro är ett vattendrag i Kongo-Kinshasa, ett tillflöde till Mai-Ndombesjön. Det rinner genom provinsen Mai-Ndombe, i den västra delen av landet, 500 km nordost om huvudstaden Kinshasa.